# SV Gonsenheim
SV 1919 Gonsenheim e.V. é uma agremiação alemã, fundada em 1919, sediada em Mogúncia, na Renânia-Palatinado.
Foi criado em 1919 como Gonsenheim Viktoria Fußball-Klub e, em 14 de setembro de 1919, se uniu ao com Fußball-Club Germania 1915 Gonsenheim para formar o Sportverein Gonsenheim.

## História
Após a Segunda Guerra Mundial, os esportes e os clubes de futebol em todo o país foram desmantelados pelas autoridades aliadas de ocupação, como parte do processo de desnazificação. Um novo clube conhecido como Sportgemeinde Gonsenheim foi formado a partir de membros das associações do ex-V e Gonsenheim Turnverein, em 1946. A equipe fazia parte no pós-guerra da primeira divisão, a Oberliga Südwest-Nord, na qual jogou apenas duas temporadas, classificada na parte baixa da classificação, antes de escolher deixar a deixar a divisão principal. 
Em 1949, o SV e o TV tomaram a decisão de se separar novamente. Já no final dos anos 1960, o SV chegou até o terceiro nível, a Amateurliga Südwest, qual se manteve por cinco temporadas entre 1964-1971. Ao ser promovido à Verbandsliga Südwest (V), conseguiria chegar ao título da divisão na temporada, 2009–2010, alcançando à Oberliga Südwest (V). Na temporada 2010-2011, o clube foi apenas o décimo-quinto colocado da mesma divisão.

## Títulos
- Landesliga Südwest (V) Campeão: 2004-2005;
- Verbandsliga Südwest (V) Campeão: 2009-2010;

## Cronologia recente
| Temporada | Divisão                  | Posição |
| 2002–03   | Landesliga Südwest (V)   | 12ª     |
| 2003–04   | Landesliga Südwest (V)   | 5ª      |
| 2004–05   | Landesliga Südwest (V)   | 1ª ↑    |
| 2005–06   | Verbandsliga Südwest (V) | 3ª      |
| 2006–07   | Verbandsliga Südwest (V) | 3ª      |
| 2007–08   | Verbandsliga Südwest (V) | 3ª      |
| 2008–09   | Verbandsliga Südwest (V) | 5ª      |
| 2009–10   | Verbandsliga Südwest (V) | 1ª ↑    |
| 2010–11   | Oberliga Südwest         | 15ª     |
| 2011–12   | Oberliga Südwest         | 8ª      |